# 바실리오스 치아르타스
바실리오스 치아르타스(그리스어: Βασίλης Τσιάρτας, 1972년 11월 12일, 알렉산드레이아 ~)는 은퇴한 그리스의 국가대표 축구 선수로, 공격형 미드필더로 활약했었다. 그는 부주의한 플레이스타일로 널리 알려졌으나, 그의 기량에 대해서는 의혹이 되지 않았고, 다방면에서 그는 전형적인 등번호 10번을 착용하는 선수였다. 치아르티스 (마법사 (EL MAGO) 라는 별칭을 지님)는 본래 왼발잡이이나, 오른발로도 위협적이었다. 그는 프리킥 스페셜리스트임과 동시에 그리스 국가대표팀과 클럽팀 경기에서 페널티킥을 전담했다. 그는 그리스 국가대표팀이 포르투갈에서 열린 UEFA 유로 2004에서 2어시스트를 적립해 우승 (토너먼트 시작 전에 그리스는 1대 100의 아웃사이더였다) 을 거두는데 국가대표팀에서 중요한 역할을 맡았다. 그는 현역 시절 기간 동안 단 한번도 레드카드를 받지 않았다. 비록 전형적인 "체너"임에도 불구하고 치아르타스는 치아르티스는 위력적인 발놀림과 골결정력으로 다득점을 올릴 능력을 지니고 있었고, AEK에서 가장 많은 골을 넣은 선수들 중 한명이었다. 그는 그리스 역사상 가장 위대한 선수들 중 한명으로 손꼽히며, 역대 최고의 프리키커들 중 한명으로도 손꼽힌다.

## 클럽 경력
그리스 알렉산드레이아 출신으로, 그는 알렉산드레이아 유소년 아카데미에서 축구를 시작해 바실리스 라키스와 디미트리스 마르코스와 같은 거물급 선수들을 배출한 나우사로 이적했다. 왼발잡이 공격형 미드필더는 이후 AEK로 이적해 1995-96 시즌의 알파 에트니키 (수페르리가 엘라다의 전신) 득점왕에 올랐다. 이 외에도 그의 공격에서 드러나는 존재감은 €1.5M에 세비야로 이적하는 결과를 낳았다. 그는 세비야에서 '마법사' (El Mago) 로 알려져 있는데, 그의 프리킥에서의 위력적인 능력이 박스 바깥과 안쪽에서의 강력한 슛이 결합한 것이었다. 그는 패스메이커임에도 불구하고 라 리가경기에 65번 출전해 18골을 집어넣었다. 그는 2000년에 €3.5M의 가격에 AEK로 복귀해 성공적인 4년을 보내다가 쾰른에서 경력을 마무리했다. 치아르타스는 그리스의 에트니코스 피레아스와 계약하며 현역으로 복귀했다. 2007년 2월 14일, 바실리스 치아르티스는 프로 축구에서의 공식 은퇴를 선언했다.

## 국가대표팀 경력
U-16 국가대표팀과 U-21 국가대표팀에서 활약하던 그는 1994년 4월 27일에 사우디아라비아전에서 그리스 국가대표팀 데뷔전을 치렀다. 그는 70번의 국가대표팀 경기에서 12골 (5골을 페널티킥으로 넣은 골) 을 득점했고, 이중 한 골은 2003년 북아일랜드전에서 넣은 중요한 페널티킥 골로, 그리스의 UEFA 유로 2004 본선행을 확정지었다. UEFA 유로 2004 본선에서 그는 오토 레하겔 감독에 의해 후보 선수로 활용되었으나, 체코와의 UEFA 유로 2004 준결승전에서 결정적인 어시스트를 배급해 그리스의 대회 우승에 공헌했다.

## AEK 기술 고문
그는 2012년 여름부터 AEK의 기술 고문을 3달간 역임했었다.

## 통계

### 국가대표팀
2010년 3월 3일 기준
| 국가대표팀 | 시즌 | 출장 | 골 |
| ---------- | ---- | ---- | -- |
| 그리스     | 1994 | 06   | 0  |
| 그리스     | 1995 | 10   | 02 |
| 그리스     | 1996 | 06   | 01 |
| 그리스     | 1997 | 02   | 0  |
| 그리스     | 1998 | 02   | 0  |
| 그리스     | 1999 | 03   | 02 |
| 그리스     | 2000 | 07   | 0  |
| 그리스     | 2001 | 01   | 01 |
| 그리스     | 2002 | 08   | 01 |
| 그리스     | 2003 | 09   | 03 |
| 그리스     | 2004 | 14   | 02 |
| 그리스     | 2005 | 02   | 0  |
| 합계       | 합계 | 70   | 12 |

출처: (영어) national-football-teams.com - National Football Teams

### 국가대표팀 득점 기록
| #   | 날짜             | 경기장                                               | 상대       | 점수 | 결과 | 대회                      |
| --- | ---------------- | ---------------------------------------------------- | ---------- | ---- | ---- | ------------------------- |
| 1.  | 1995년 5월 17일  | 잘기리스 경기장, 빌뉴스, 리투아니아                  | 리투아니아 | 1–1  | 2–1  | 친선경기                  |
| 3.  | 1995년 11월 15일 | 테오도로스 바르디노얀니스 경기장, 이라클리오, 그리스 | 페로 제도  | 5–0  | 5–0  | UEFA 유로 1996 예선전     |
| 3.  | 1996년 1월 24일  | 할키스, 그리스                                       | 이스라엘   | 2–0  | 2–1  | 친선경기                  |
| 4.  | 1999년 10월 6일  | 아테네 올림픽 스포츠 단지, 아테네, 그리스            | 알바니아   | 1–0  | 2–0  | UEFA 유로 2000 예선전     |
| 5.  | 1999년 10월 9일  | 류드스키 브르트, 마리보르, 슬로베니아                | 슬로베니아 | 0–1  | 0–3  | UEFA 유로 2000 예선전     |
| 6.  | 2001년 11월 10일 | 니코스 구마스 경기장, 아테네, 그리스                 | 에스토니아 | 3–0  | 4–2  | 친선경기                  |
| 7.  | 2002년 3월 27일  | 코스타스 다불리스 경기장, 파트라스, 그리스           | 벨기에     | 1–2  | 3–2  | 친선경기                  |
| 8.  | 2003년 3월 26일  | UPC-아레나, 그라츠, 오스트리아                       | 오스트리아 | 0–1  | 2–2  | 친선경기                  |
| 9.  | 2003년 4월 30일  | 슈타디온 포트 두브뇸, 질리나, 슬로바키아             | 슬로바키아 | 0–1  | 2–2  | 친선경기                  |
| 10. | 2003년 10월 11일 | 아포스톨로스 니콜라이디스 경기장, 아테네, 그리스     | 북아일랜드 | 1–0  | 1–0  | UEFA 유로 2004 예선전     |
| 11. | 2004년 3월 31일  | 팡크리티오 경기장, 이라클리오, 그리스                | 스위스     | 1–0  | 1–0  | 친선경기                  |
| 12. | 2004년 10월 9일  | 올림피스키 경기장, 키예프, 우크라이나                | 우크라이나 | 1–1  | 1–1  | 2006년 FIFA 월드컵 예선전 |

## 수상

### 클럽
AEK
- 수페르리가 엘라다: 1992-93, 1993-94
- 그리스 컵: 1995-96, 2001-02

### 국가대표팀
그리스
- UEFA 유럽 축구 선수권 대회: 2004

### 개인
- 수페르리가 엘라다 득점왕: 1995-96
- 그리스 올해의 축구 선수: 1996

## 트리비아
그는 FIFA 2000의 그리스판 커버 모델이다.